# Schizoporella erectorostris
Schizoporella erectorostris är en mossdjursart som först beskrevs av Ferdinand Canu och Ray Smith Bassler 1930.  Schizoporella erectorostris ingår i släktet Schizoporella och familjen Schizoporellidae. Inga underarter finns listade i Catalogue of Life.